# Neubaufahrzeug
Neubaufahrzeug (în germană vehicul nou construit) a fost numele unei serii de prototipuri ale unui tanc greu fabricat de Germania nazistă pentru Wehrmacht după venirea lui Adolf Hitler la putere. Tancurile aveau mai multe turele, o greutate mare și o viteză redusă, nefiind potrivite pentru tactica Blitzkrieg utilizată de armata germană. Aceste prototipuri au fost folosite mai mult pentru propagandă, deși 3 exemplare au fost trimise în Norvegia în timpul campaniei din 1940.

## Proiectare

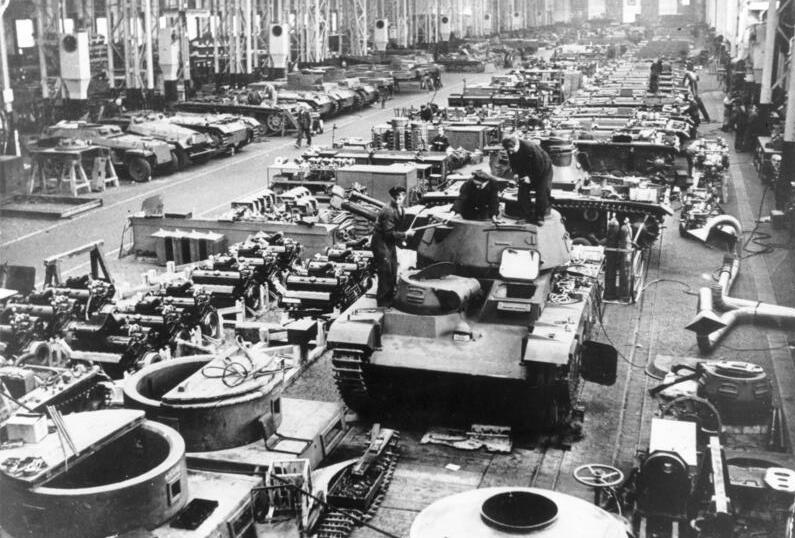
Neubaufahrzeug pe linia de asamblare, poză folosită pentru propagandă

Dezvoltarea acestui proiect a început în 1933 când Reichswehr-ul a comandat prototipuri pentru un Großtraktor (tractor greu) din partea firmelor Rheinmetall și Krupp. Großtraktor era numele de cod folosit pentru proiectarea unui tanc greu, fiindcă Germaniei îi era interzis să dezvolte tancuri conform Tratatului de la Versailles. 
Cele două prototipuri semănau foarte mult între ele, singurele diferențe fiind legate de modul de amplasare al armamentului. Fiecare vehicul avea o turelă principală echipată cu un tun KwK L/24 de calibru 75 mm  și unul mai mic KwK L/45 de 37 mm. La modelul fabricat de Rheinmetall, tunul mai mic era montat deasupra tunului mai mare, iar la modelul Krupp tunul mai mic era coaxial. Ambele prototipuri aveau turele secundare amplasate în partea frontală și posterioară. Aceste turele erau preluate de la tancul Panzer I, fiind dotate cu mitraliere, și erau ușor modificate pentru a fi folosite pe Großtraktor.
Prototipul Rheinmetall a fost denumit PzKpfw NbFz V ('PanzerKampfwagen NeubauFahrzeug V'), iar cel propus de Krupp a fost denumit PzKpfw NbFz VI. Scopul acestor modele era să îndeplinească rolul tancurilor grele în noile formațiuni blindate, dar prototipurile s-au dovedit a fi mult prea complexe și predispuse avariilor mecanice pentru a îndeplini cu succes acest rol. Dezvoltarea acestui tip de tanc a continuat totuși pentru ca industria și armata Germaniei naziste să capete experiență legată de tancurile cu mai multe turele.
În 1934, Rheinmetall a construit două prototipuri din oțel moale, cu turela specifică modelului propus de această firmă. Alte trei prototipuri au fost construite de către Krupp în 1935 și 1936, cu blindaj corespunzător și tunul de 37 mm jumelat.

## Utilizare în luptă

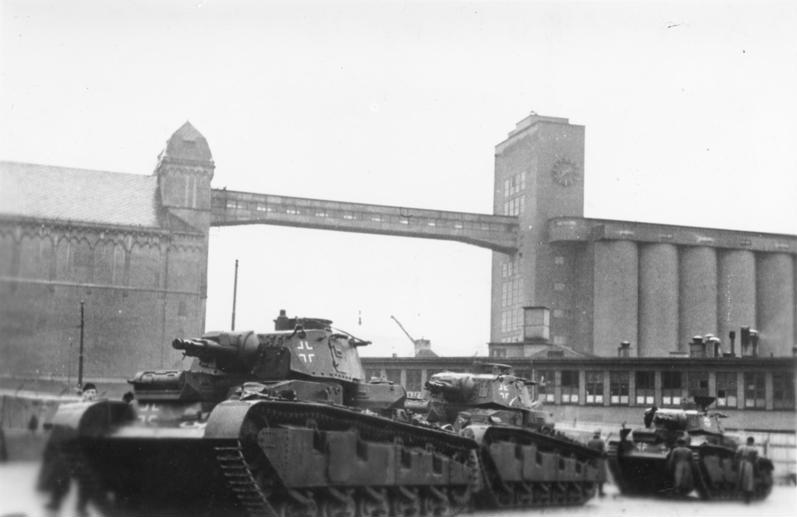
Cele trei Neubaufahrzeug ajung în portul din Oslo, aprilie 1940

Deși producția în masă nu a început niciodată, aceste prototipuri au fost folosite de propaganda nazistă, fiind de exemplu prezente la Expoziția Internațională de Automobile din Berlin în 1939. Prototipurile au fost folosite pentru instrucție și teste la școala de tanchiști de la Putlos până în 1940.
Tancurile Neubaufahrzeug au fost folosite de către Wehrmacht în timpul campaniei germane din Norvegia, în 1940. Un batalion de tancuri cu utilizare specială (Panzerabteilung zbV 40) a fost creat pentru a testa cele trei prototipuri cu blindaj corespunzător condițiilor de luptă. Cele trei tancuri au fost trimise lângă Oslo, fiind folosite în luna aprilie 1940 în operațiuni militare. Un prototip a fost distrus lângă Åndalsnes de către germani când a rămas împotmolit într-o mlaștină, iar celălalte două exemplare au fost trimise înapoi în Germania la sfârșitul anului 1940. În 1941, toate cele 4 prototipuri existente au fost trimise la casat.